# El gato desaparece
El gato desaparece es una película argentina de drama psicológico y de suspenso de 2011 escrita y dirigida por Carlos Sorín. Es protagonizada por Beatriz Spelzini, Luis Luque, María Abadi y Norma Argentina. Fue estrenada el 21 de abril de 2011.

## Sinopsis
Luis es un profesor universitario de filosofía, quien sufre un brote psicótico poco antes de publicar lo que considera su obra magna. Durante el mismo, en un estado violento y paranoico, agrede salvajemente a un colega y ex discípulo. Su mujer, aterrada, lo interna en un hospital neuropsiquiátrico. Años después Luis vuelve a su casa, supuestamente curado, pero su esposa comienza a dudar de su salud mental, sobre todo después de la misteriosa desaparición del gato de la familia.

## Reparto
- Luis Luque como Luis
- Beatriz Spelzini como Beatriz
- María Abadi como Verónica Romero
- Norma Argentina como Ángela
- Gisela Aringoli como Empleada
- Alejandro Javier Bures como Alumno
- Emma Jayne Carlton como Elizabeth
- Kiko Cerone como Secretario Juzgado
- Tristán Colombo como Hijo
- Gabriel Flores González como Guardia
- Damián Guitián como Rodolfo
- Guillermo Hönig como Psiquiatra Forense
- Rodrigo Lamoreaux como Malabarista
- Lucas Laurens como Esteban
- Mario Mahler como Veterinario
- Anahí Martella como Voz Peluquera
- Alfredo Martín como Dr. Albirastain
- Javier Niklison como Fourcade
- Hugo Sigman como Dr. Anaya
- Marta Paccamicci como Vecina
- Isabel Panasiuk como Encargada Peluquería
- Hugo Pisa como Dr. Perelman
- Samuel Shaw como Hijo menor
- Carlos Sorin como Vecino
- Matías Tapia como Martín
- Juan Villegas como Encargado Garage